# پله جنسن
پله جنسن (انگلیسی: Pelle Jensen؛ زادهٔ ۲۴ مهٔ ۱۹۹۲) بازیکن فوتبال اهل آلمان است.
از باشگاه‌هایی که در آن بازی کرده‌است می‌توان به باشگاه فوتبال هانزا روستوک و باشگاه فوتبال هوفنهایم اشاره کرد.